# 旺兹
旺兹（法語：Wanze，法語發音：[wɑ̃z]）是比利时瓦隆大区列日省于伊區的一个市镇，西南角与那慕爾省接壤，通行法语，是比利时法语社群的一部分，人口13,576人（2018年1月1日）。